# Словаци у Народноослободилачкој борби

## Словаци у настајању краљевине СХС
Словаци су у новембру 1918. године са своја 62 делегата на Великој народној скупштини гласали за присаједињење Баната, Бачке и Барање Краљевини Србији.
Игор Штефаник је био први словачки посланик у Краљевини Срба, Хрвата и Словенаца и ватрени борац за суживот и сарадњу Словака и Срба у новој држави. Свој први говор у Скупштини је одржао на матерњем, словачком, језику.

## Међуратни период 1918-1941
Према попису становништва у краљевини СХС из 1921. године у краљевини схс живело је 115.532 припадника Чешке и Словачке националности. 

## Други светски рат
После Априлског рата, окупације и поделе Југославије један број Словака ступио у редове НОП-а. Забележене су прве организације КПЈ у Бачком Петровцу, Гложану, Пивницама, Кулпину. На почетку рата, 1941. године у Старој Пазови истакао се члан КПЈ-а Јанко Чмелик. Формирао је Други партизански тзв. Подунавски одред. У покушајима да подигне устанак у Срему није успео због издаје и заробљавања из којег се није вратио жив. Са њим су погубљена још шесторица присталица покрета. То су биле и прве жртве антифашистичке борбе Словака на простору Војводине. На почетку рата остале су забележене и жртве мађарске окупационе силе у Бачком Петровцу, када је обешено осам бораца. 

## Јаношикова чета
Од бораца Словака, који су крајем 1943. године учествовали у борбама у Босни, формирана је на Мајевици Јаношикова чета. То је била Четврта чета Другог батаљона Прве војвођанске народноослободилачке бригаде. Главни иницијатор формирања Јаношикове чете био је Јозеф Марчок Драгутин, члан Агитпропа Главног штаба Војводине. Драгутин је за собом оставио највише писаних сведочанстава о формирању и деловању Јаношикове чете. Написао је неколико чланака у листовима Истина, Слободна Војводина и др.  Кроз Јаношикову чету прошло је 88 бораца. Највише се истакла по ослобађању Тузле. Престала је да постоји августа месеца 1944. године. 
Тих дана се размишљало о формирању самосталне словачке јединице, која је требало да носи име народног хероја Јанка Чмелика. До тога није дошло због брзих промена и догађаја у северним деловима земље.

## Новосадски партизански одред
У другој половини августа месеца 1944. године формиран је Новосадски партизански одред. Унутар овог одреда деловале су две групе: словачка (Словачка чета) и новосадска. Словачка чета, према одређеним историјским изворима, извршила је бројне диверзије. Запленила је много оружја, возила и учествовала у ослобађању бројних места, превасходно словачких. Ова чета учествовала је у ослобађању Бачког Петровца 15. октобра, Новог Сада 22. и 23. октобра 1944. године, као и других околних села. После ослобађања наведених места указала се потреба да се формира већа словачка јединица. Команда батаљона је отишла у Главни штаб, изложила команданту (Коста Нађ) ситуацију и добила сагласност за оснивање бригаде. Тако је у Бачком Петровцу, 11. новембра 1944. године у поподневним часовима, формирана I словачка бригада која је 26. новембра добила назив XIV војвођанска ударна бригада. Била је у саставу 51. дивизије. Гимназија у Бачком Петровцу је била претворена у касарну и у њеном дворишту су припадници новоосноване бригаде имали своје прве војне вежбе. Извори кажу да су многи бивши ђаци поменуте школе били у војном строју. Hlas l′udu, лист на словачком језику, који је почео да излази у ослобођеном Бачком Петровцу већ 19. октобра 1944. године, позивао је све вољне и способне Словаке да се прикључе Бригади и тиме помогну бржу борбу и ослобађање земље.